# Henry Schoenefeld
Henry Schoenefeld, né le 4 octobre 1857 à Milwaukee et décédé le 4 août 1936 à Los Angeles, est un compositeur et chef d'orchestre américain.

## Biographie
Il fait ses études au Conservatoire de Leipzig. De retour aux États-Unis, il dirige le Germania Männerchor (en) de Chicago à partir de 1879, et s'installe à Los Angeles en 1904 où il dirige l'Orchestre symphonique des femmes et le Germania Turnverein. Il est l'un des premiers compositeurs américains à utiliser des sources musicales amérindiennes authentiques.

## Œuvres

### Musique de scène
- Atala, or the Love of Two Savages, opéra
- Wachicanta, ballet pantomime

### Musique pour orchestre
- Suite caractéristique (1890) pour orchestre à cordes sur des thèmes amérindiens
- Symphonie no 1 « Rural » (1892)
- Symphonie no 2 « Spring »
- Concerto pour piano
- Concerto pour violon
- The American Flag, ouverture
- American Caprice
- Two Indian Legends
- Two American Rhapsodies
- Deux Impromptus
- Nocturne pour cordes

### Musique de chambre
- Trio pour piano
- Sonate no 1 pour violon et piano
- Sonate no 2 pour violon et piano
- Sonate pour violoncelle et piano

## Sources
- Theodore Baker et Alain Pâris (trad. Marie-Stella Pâris), Dictionnaire biographique des musiciens, R. Laffont, 1995 (ISBN 2-221-90103-7, 978-2-221-90103-8 et 2-221-06510-7, OCLC 896013421, lire en ligne)